# Gmina Avery (hrabstwo Hancock)

Położenie Gminy Avery w hrabstwie Hancock

Gmina Avery (ang. Avery Township) – gmina w USA, w stanie Iowa, w hrabstwie Hancock. Według danych z 2000 roku gmina miała 387 mieszkańców, a jej powierzchnia wynosi 92,94 km².